# Okenita
L'okenita és un mineral de la classe dels silicats (fil·losilicats). Va ser descoberta l'any 1828 a l'illa Disko de la província de Kitaa (Groenlàndia), sent nomenada així en honor del naturalista alemany Lorenz Oken (1779-1851).

## Característiques
L'okenita és un fil·losilicat de calci, sense alumini i hidratat, amb fórmula CaSi₂O₅·2H₂O. A més dels elements de la seva fórmula, sol portar com impureses: alumini, ferro, estronci, sodi i potassi, que li poden donar tonalitats sempre molt pàl·lides. Cristal·litza en el sistema triclínic, formant els típics cristalls fibrosos i boles radials. La bellesa d'alguns exemplars fa que sigui cobejada pel seu ús col·leccionístic. Cal anar amb compte amb els espècimens d'okenita acolorits, venuts comunament com de la Xina o l'Índia, ja que són una estafa en ser acolorits amb additius artificials.
Segons la classificació de Nickel-Strunz, l'okenita pertany a «09.EA: Fil·losilicats, amb xarxes senzilles de tetraèdres amb 4-, 5-, (6-), i 8-enllaços» juntament amb els següents minerals: cuprorivaita, gillespita, effenbergerita, wesselsita, ekanita, apofil·lita-(KF), apofil·lita-(KOH), apofil·lita-(NaF), magadiita, dalyita, davanita, sazhinita-(Ce), sazhinita-(La), armstrongita, nekoita, cavansita, pentagonita, penkvilksita, tumchaita, nabesita, ajoïta, zeravshanita, bussyita-(Ce) i plumbofil·lita.

## Formació i jaciments
Apareix en forma d'amígdales en basalts, sent un mineral secundari producte de l'alteració d'aquest basalt. Sol trobar-se associada a altres minerals com: algunes zeolites, apofil·lita, prehnita, calcita, quars o calcedònia.